# 杜罗河畔萨尔东
杜罗河畔萨尔东（西班牙語：Sardón de Duero）是西班牙卡斯蒂利亚-莱昂巴利亚多利德省的一个市镇。总面积20平方公里，总人口637人（2001年），人口密度32人/平方公里。